# La Cuisine d'à côté
La Cuisine d'à côté est une émission de télévision diffusée sur France 3 Méditerranée depuis septembre 2002.
Produite par Frédéric Soulié et Jean-Luc Rosier jusqu'en 2006, elle est ensuite produite par Frédéric Soulié uniquement.
Présentée par Frédéric Soulié et Carine Aigon jusqu'en septembre 2007, elle est aujourd'hui présentée par Frédéric Soulié et Nadia Gabrillargues avec la complicité de Julie Gence.
Cette émission de 26 minutes hebdomadaire diffusée tous les samedis matin à 11 h accueille des chefs méditerranéens autour de la réalisation d'une recette, avec des conseils, des astuces et la rubrique vins animée par Isabelle Forêt, journaliste spécialisée en œnologie et auteur du guide Fémivin. Elle apporte un regard novateur et féminin au vin par ses conseils.
Diffusée également sur Cuisine.tv, et à l'étranger sur STV au Brésil et dans différents pays francophones (Suisse, Belgique, Madagascar...).